# Библиотека Педагошког факултета у Врању
Библиотека Педагошког факултета у Врању постоји од самог оснивања Педагошког факултета као један од важних елемената успешне наставе. Библиотека Факултета је организациона јединица општенаучног типа у саставу научно-истраживачке јединице Факултета и представља важан информативни центар. Уписана је у регистар библиотека. Библиотеку користе студенти, сарадници и наставници Факултета. Библиотечки фонд сачињен је од 29321 књиге, које су у слободном приступу смештене по Универзалној децималној класификацији (УДК систем). Библиотека поседује ауторски и предметни каталог.

## Фонд
Библиотека је смештена у приземљу зграде Факултета и у њеном саставу налазе се три просторије: депо са књигама, читаоница и канцеларија. Радно време библиотеке је од 7.30 - 20 часова. Библиотека броји 29321 књигу из области педагогије, психологије, социологије, филозофије, математике, методике и белетристике. Највећи број наслова је из области хуманистичких наука. Значајно место заузимају уџбеници за рад у млађим разредима, као и листови и часописи. Настава је у потпуности покривена потребном литературом. У циљу осавремењивања библиотеке, свакодневно се ради на аутоматизацији. Сва дела која се налазе у бази корисници библиотеке могу претраживати преко сајта факултета.
Сви облици библиотечког фонда могу се користити у просторијама библиотеке. Приручна литература (енциклопедије, речници), књиге које су библиотечки примерак као и часописи и књиге од посебног интереса користе се само у читаоници библиотеке. Део фонда за потребе наставног процеса (уџбеници, монографије, публикације у више примерака итд.) може се користити и ван библиотеке према одговарајућим прописима.
У читаоници библиотеке налазе се два рачунара намењена за рад студената и два рачунара за рад библиотекара. Просторије библиотеке су покривене бежичном интернет мрежом. Библиотекари користе програм НИБИС за обраду библиотечких јединица. Програм пружа могућност за основно и напредно претраживање чак и од куће.

## О раду библиотеке
Библиотека Педагошког факултета у Врању је високошколска библиотека и њена основна делатност  јесте прикупљање и чување библиотечке грађе, неопходне за рад и усавршавање студената, асистената и професора. Библиотека остварује успешну сарадњу са другим библиотекама у Србији - са библиотекама Учитељских факултета у Ужицу и Јагодини, са нишком Универзитетском библиотеком и библиотеком Филозофског факултета, као и са Народном библиотеком у Београду. У библиотеци Факултета налазе се бројне књиге, монографије и друга стручна и информативна издања, као и часопис Годишњак Педагошког факултета, чије издавање спада у научноистраживачку делатност Факултета.

## Галерија
- Канцеларија
- Депо са књигама
- Издања
- Тематски зборници